# Plamen Konstantinov
Plamen Georgiev Konstantinov (in bulgaro Пламен Георгиев Константинов?; Sofia, 14 giugno 1973) è un ex pallavolista bulgaro.